# Fredrik Svensson (styrkelyftare)
Fredrik Svensson, född 1979 på Alnön, är en svensk styrkelyftare som tidigare hade världsrekord i bänkpress med vikten 345,5 kg och inofficiellt världsrekord på 400,5 kg. Svensson har även ställt upp i Sveriges starkaste man Han är son till advokaten och brottaren Pelle Svensson.

## Tävlingsrekord

### Klass 125+ kg
- Knäböj: 382.5 kg[4]
- Bänkpress: 400,5 kg[5]
- Marklyft: 400 kg[6]

Sammanlagt i styrkelyft: 1 078 kg (370 - 370,5 - 337.5) Super total 382.5-400.5-345=1128 kg

### Klass -125 kg'
- Knäböj: 322,5 kg
- Bänkpress: 277,5 kg
- Marklyft: 322,5 kg

Sammanlagt: 922,5 kg

## Mästerskap
- 3 VM-silver i bänkpress
- 2 VM-brons i bänkpress
- 1 EM-silver i bänkpress
- 2 VM-guld i bänkpress på styrkelyfts-VM
- 1 VM-brons i bänkpress på styrkelyfts-VM
- 5 EM-silver i bänkpress på styrkelyfts-EM
- 8 SM-guld i styrkelyft
- 6 SM-guld i bänkpress
- 7 på World games i styrkelyft
- 1 VM-brons i styrkelyft
- 3 EM-guld i bänkpress
- 1 SM-guld i klassiskt styrkelyft
- 1 fjärdeplats i Sveriges Starkaste Man 2010
- 2 Brons i Sveriges Starkaste man, 2020 och 2021